# Сан-Педро-Хочитеотла
Сан-Педро-Хочитеотла (исп. San Pedro Xochiteotla) — населённый пункт в Мексике, входит в штат Тласкала. Население 2308 человек.